# Нефела (митология)
Нефела (на старогръцки: Νεφέλη, Nephele) в древногръцката митология е нимфа, дъщеря на Зевс.
Тя е първата съпруга на цар Атамант от Беотия, син на Елин и Енарета. Майка е на близнаците Фрикс и Хела. По-късно Атамант се развежда с нея и се жени за Ино, дъщерята на Кадъм. Нефела се оплаква на Хера.
Ино мрази близнаците и иска да ги убие. Нефела изпраща на децата си летящия овен Хрисомал, който ги спасява. По време на бягството Хела пада в морето, което след това е наречено на нея (Хелеспонт). Фрикс пристига при цар Еет в Колхида и получава неговата дъщеря Халкиопа за жена. Фрикс дава овена за жертвоприношение на Зевс, прочутото златно руно.
По други легенди Нефела с Иксион е майка на кентаврите.
В чест на Нефела е назован астероидът (431) Нефела, открит през 1897 г.